# CeBIT

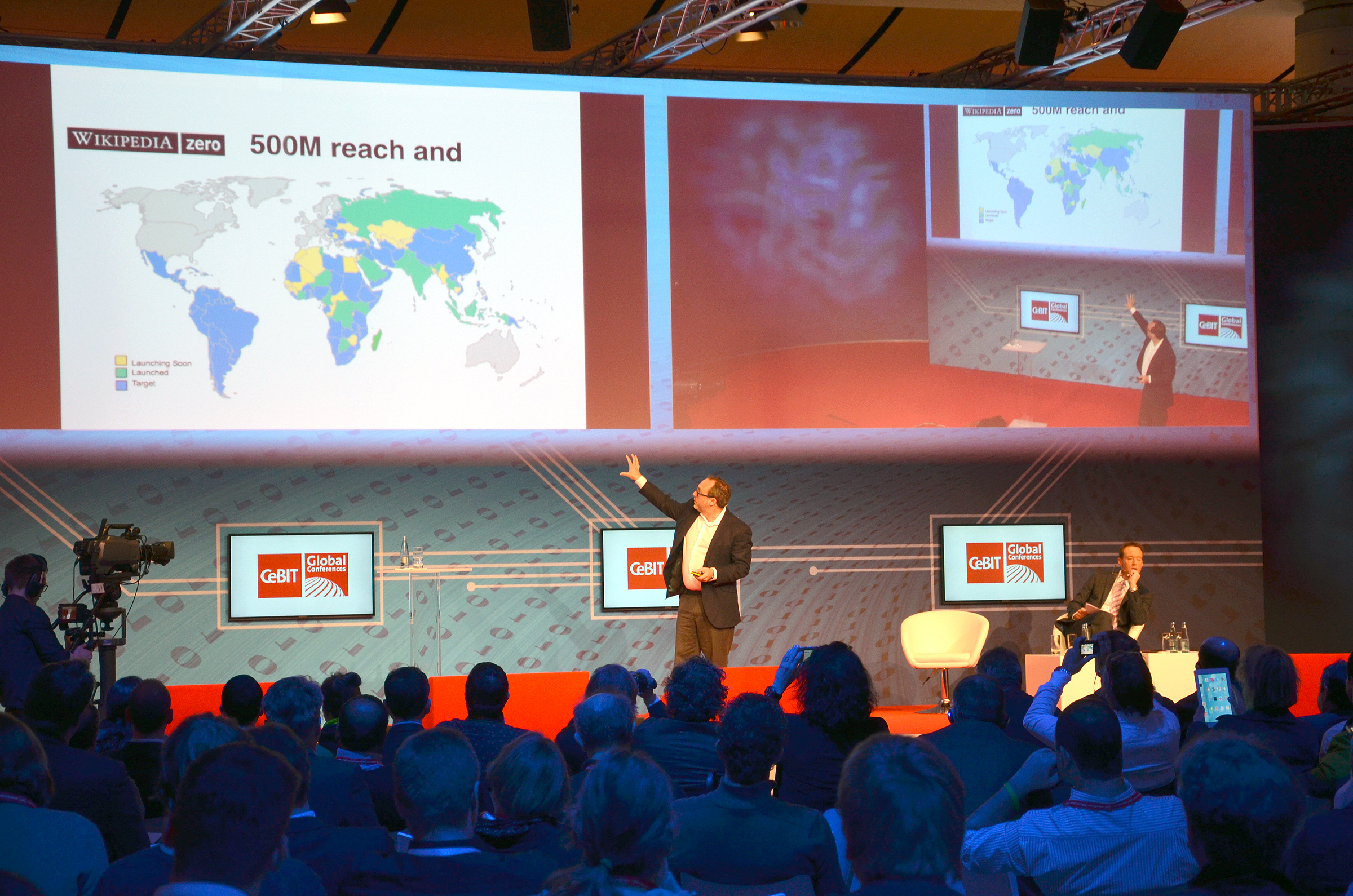
Jimmy Wales 2014 on CeBIT Global Conferences, Wikipedia Zero

CeBIT var världens största IT-mässa, som arrangerades i Hannover i Tyskland varje vår med början 1986. Arrangör var Deutsche Messe AG.
CeBIT, ursprungligen en förkortning för Centrum der Büro- und Informationstechnik (centrum för kontors- och informationsteknik), började som en underavdelning inom industriutställningen Deutsche Messe, men växte snart ut till ett eget evenemang som till slut fyllde hela mässområdet.
Den 28 november 2018 meddelade Deustche Messe att inga fler mässor kommer att anordnas, på grund av minskande besökssiffror. 2018 års mässa blev alltså den sista.